# Erythrodecton
Erythrodecton is een geslacht van schimmels behorend tot de familie Roccellaceae. De typesoort is Erythrodecton granulatum.

## Soorten
Volgens Index Fungorum telt het geslacht twee soorten (peildatum april 2022):
| Soortnaam                | Auteur(s)        | Publicatiejaar |
| ------------------------ | ---------------- | -------------- |
| Erythrodecton granulatum | (Mont.) G. Thor  | 1991           |
| Erythrodecton malacum    | (Kremp.) G. Thor | 1991           |